# Långnabben
Långnabben är en udde i Åland (Finland). Den ligger i den sydvästra delen av landskapet, 20 km väster om huvudstaden Mariehamn.
Terrängen inåt land är platt. Havet är nära Långnabben åt sydväst. Trakten är glest befolkad. Närmaste större samhälle är Hammarland, 12,3 km nordost om Långnabben. 